# Tricholabus foxleei
Tricholabus foxleei là một loài tò vò trong họ Ichneumonidae.